# Shawn Pyfrom
Shawn Caminiti Pyfrom (Tampa, 16 augustus 1986) is een Amerikaanse acteur.

## Biografie
Pyfrom is waarschijnlijk het bekendst vanwege zijn rol als Andrew Van de Kamp in Desperate Housewives. Toch begon zijn carrière al jaren eerder. In 1998 was hij voor het eerst op de televisie te zien. Hij begon vooral met televisiefilms en gastrollen in beroemde films, zoals Buffy the Vampire Slayer, Touched by an Angel, 7th Heaven, Family Guy, Malcolm in the Middle en Nip/Tuck.
Vanwege zijn bekendheid in Desperate Housewives, speelde hij in 2006 in de bioscoopfilm The Shaggy Dog.

## Films
- televisiefilms
  - Pumpkin Man (1998)
  - A Wing and a Prayer (1998)
  - Michael Landon, the Father I Knew (1999)
  - Come On, Get Happy: The Partridge Family Story (1999)
  - What's Up, Peter Fuddy? (2001)
  - My Life with Men (2003)

- Films
  - H-E Double Hockey Sticks (1999)
  - A Day in a Life (2000)
  - Pay It Forward (2000)
  - Max Keeble's Big Move (2001)
  - The Darkroom (2006)
  - Stanley's Dinosaur Round-Up (2006)
  - The Shaggy Dog (2006)

- International Standard Name Identifier: 0000 0000 5099 872X
- Library of Congress Control Number: no2007129459
- Système universitaire de documentation: 124063977
- Virtual International Authority File: 26855854
- WorldCat: E39PBJtMkcK3VPMR43XyY8khpP